# 赫納羅夫斯凱
48°1′5″N 35°16′44″E / 48.01806°N 35.27889°E
赫納羅夫斯凱（烏克蘭語：Гнаровське）是位於烏克蘭東南部的村莊，由扎波羅熱州扎波羅熱区的彼得羅-米哈伊利夫卡市鎮負責管轄。該村始建於1926年，面積0.93平方公里，2025年人口752，人口密度每平方公里914.6人。